# Gilbert Baumet
Gilbert Baumet, né le 5 février 1943 à Pont-Saint-Esprit (Gard), est un enseignant et homme politique français. Membre du PS, du MDR puis de l’UMP, il est notamment maire de Pont-Saint-Esprit, président du conseil général du Gard, sénateur, député et ministre.

## Biographie

### Famille, études et vie professionnelle
Gilbert Baumet descend, par son arrière-grand-mère Pauline Bour (1872-1957), de familles alsaciennes émigrées en Algérie dans les années 1830. Son père, Robert-Jacques Baumet, est chef d'entreprise.
Après une licence en droit, il est diplômé de l'Institut d'études politiques de Lyon (promotion 1966). Il a été professeur associé à l'Institut d'études politiques d'Aix-en-Provence, chargé d'un cours de finances locales jusqu'en 2008.

### Carrière
Élu maire de Pont-Saint-Esprit avec l'appui de la droite locale en 1971 à l'âge de 28 ans, il entre en 1973 au conseil général du Gard, avec le soutien du Parti Radical et du Mouvement des Radicaux de gauche et dont il fut élu président en 1979.
Il signe, dans Le Monde du 11 décembre 1979, avec Henri Darras (président du conseil général du Pas-de-Calais), un appel demandant à François Mitterrand de laisser la place à Michel Rocard lors de la prochaine élection présidentielle,.
En 1986, il préside la commission des finances du conseil régional de Languedoc-Roussillon présidé par l'UDF Jacques Blanc.
Le 28 septembre 1980, il entre au Sénat où il siège parmi les non-inscrits puis au sein du groupe du Rassemblement démocratique et européen. Il appartient à la commission des affaires sociales. Réélu en 1989, il démissionne en octobre 1992 pour être dans le Gouvernement Pierre Bérégovoy ministère délégué au Commerce et à l'Artisanat, rattaché au Ministre de l'Économie et des Finances. Il représente au gouvernement le Mouvement des réformateurs. Il quitte cette fonction le 29 mars 1993, date de la démission du gouvernement après les élections législatives de 1993.
Gilbert Baumet est élu député, le 2 avril 1993, de la 3e circonscription du Gard face au RPR André Savonne. Sa suppléante est la maire de Saint-Quentin-la-Poterie, Nicole Bouyala.
D'abord non-inscrit, il siège à compter du 30 avril 1993 au groupe République et liberté qui réunit des députés de diverses sensibilités comme Bernard Tapie, Jean Royer, Jean-Louis Borloo.
Il est défait de la présidence du conseil général en 1994 par la majorité de gauche avec laquelle il avait pourtant été élu, dans le contexte d'une opposition avec Claude Pradille, membre de la même loge maçonnique Écho 1 que lui. Député sortant, il se présente aux élections législatives de 1997 sous l'étiquette Divers droite. Il est éliminé au premier tour avec 10,13 % des suffrages. Il est réélu conseiller général lors des cantonales de mars 1998 avec l'étiquette DVD.
En 2004, il se porte à nouveau candidat dans le canton de Pont-Saint-Esprit aux élections cantonales de 2004 avec l'étiquette UMP, mais est battu de soixante voix par le candidat socialiste Christophe Serre dans le cadre d'une triangulaire. L'élection ayant été annulée par le Conseil d'État, Gilbert Baumet est réélu conseiller général (UMP) lors d'une élection partielle en 2005, recueillant 50,8 % des suffrages exprimés au second tour.
Le 9 mars 2008, il est réélu maire de Pont-Saint-Esprit dès le premier tour pour un 7e mandat, obtenant 55,6 % des suffrages exprimés. Il échoue aux sénatoriales de la même année.
Mis en cause dans la situation très dégradée des finances de la commune, il démissionne de son mandat de maire le 3 septembre 2009 avant de revenir sur sa décision, mais le Conseil d'État confirme cette démission. Ce qui entraîne des élections municipales anticipées en janvier 2011 à l'issue desquelles il est battu par son opposant Roger Castillon (Divers gauche) qui obtient 65,4 % des voix avec un taux de participation de 70 %.
Il ne se représente pas aux élections cantonales de mars 2011. Christophe Serre lui succède, élu au second tour face au candidat FN Alain Salsano.
Candidat aux élections municipales de 2014, il est battu au second tour lors d'une quadrangulaire mais choisit de rester conseiller municipal dans l'opposition à la politique de son successeur, Roger Castillon.
En décembre 2015, il a demandé à adhérer à nouveau au PS, après avoir demandé à adhérer au MoDem du Gard en 2013. Il devient finalement membre du bureau du Front démocrate fondé en 2014 par d'anciens élus du MoDem.

## Controverses et affaires judiciaires
Gilbert Baumet fait démolir à Pont-Saint-Esprit, le 13 mai 1974, l'hôtel de Lisleroy, classé monument historique le 15 mars 1968, dont il estimait qu'il était une menace pour la sécurité publique. Michel Guy, secrétaire d'État à la Culture, porte plainte. Gilbert Baumet est condamné en 1977 par la cour d'appel d'Aix-en-Provence, à verser 75 000 francs à l'administration des bâtiments de France. Il se pourvoit en cassation. La Cour de cassation rejette son pourvoi le 28 avril 1978.
En 1985, il soutient un projet de « Luna Park gallo-romain » pour le pont du Gard, ce qui provoque des protestations et la création d'un Comité intercommunal de défense du site du pont du Gard. En 1994, le projet est finalement abandonné.
En 1999, la chambre régionale des comptes du Languedoc-Roussillon met en cause des subventions versées par le Département, alors dirigé par Gilbert Baumet, à des associations, subventions qui ne respecteraient pas les règles de la comptabilité publique. Le 12 octobre 1999, la chambre préconise que Gilbert Baumet soit déclaré comptable de fait. Le Trésorier-payeur général du Gard émet à son encontre un commandement à payer une somme de 294 351,61 € au conseil général. L'affaire est portée devant la Cour des comptes et  le Conseil d’État qui confirment le jugement. Gilbert Baumet saisit alors la Cour européenne des droits de l'homme contestant la procédure déclarant la gestion de fait. La CEDH prononce le 24 juillet 2007 un arrêt de violation de la Convention européenne des droits de l’Homme. Gilbert Baumet porte donc l'affaire devant le tribunal administratif de Nîmes, estimant que le constat de violation fait par la CEDH fait obstacle à l’exécution de la condamnation à l'amende. Le 26 novembre 2007, le tribunal rejette cette demande, rejet confirmé le 30 mars 2009 par la Cour administrative d’appel de Marseille. Gilbert Baumet se pourvoit en cassation devant le Conseil d’État qui, le 4 octobre 2012, rejette ce pourvoi.
Fin 2008, un rapport de la chambre régionale des comptes sur les finances de Pont-Saint-Esprit relève que la ville « d'à peine 10 000 habitants, présente une dette de 22 656 221 euros, soit 2 359 euros par habitant, tandis que le montant de l'impasse de trésorerie dépasse les 14 millions d'euros. La commune ne paye plus ses créanciers, doit de l'argent aux banques - trois emprunts dont les annuités ne sont plus assurées -, aux pompiers, à l'Urssaf, à EDF ». La cour, dans une décision du 24 septembre 2009 demande à la commune d'appliquer les taux de fiscalité fixés par le préfet, en hausse de 56 à 80 %. L'impartialité et l'objectivité d'un des magistrats ayant traité cette question ont été mis en cause. Il a reconnu en effet avoir écrit dans un blog satirique très critique envers Gilbert Baumet quelques articles « dans une réaction purement citoyenne pour expliquer les choses aux gens dans ce dossier embrouillé ». Le directeur des services de la municipalité, René Stéfanini, porte alors plainte pour diffamation. Le magistrat mis en cause a comparu devant le tribunal correctionnel de Nîmes le 9 juin 2011, après avoir été nommé à la Chambre régionale des comptes de Midi-Pyrénées. Ces polémiques municipales ont entrainé des demandes de démission du maire. De violentes manifestations ont lieu au cours du mois de mars 2009, faisant trois blessés.
Gilbert Baumet a été accusé d’avoir attribué trois marchés sans appels d’offres préalables pour un montant total de près de 770 000 euros. Le tribunal correctionnel de Nîmes a condamné le 27 janvier 2017 Gilbert Baumet à quatre mois de prison ferme et 15 000 euros d’amende pour favoritisme. Dans le même jugement, René Stéfanini a été condamné à six mois de prison avec sursis. Au civil, Gilbert Baumet et René Stéfanini ont été condamnés solidairement à payer 50 000 euros de dommages et intérêts à la municipalité. Gilbert Baumet ayant interjeté appel, l'affaire devait être examinée le 4 mai 2018 par la cour d'appel de Nîmes, mais a été renvoyée, pour des questions de procédure, au 12 octobre 2018. Le 17 janvier 2019, à Nice, il est condamné à six mois de prison ferme pour favoritisme, une peine plus lourde qu’en première instance, en janvier 2017. Le jugement confirme les amendes et dommages et intérêts à verser à la commune de Pont-Saint-Esprit.
En 2015, la commune de Pont-Saint-Esprit se constitue partie civile pour « détournement de fonds publics au préjudice de la commune ». Gilbert Baumet est condamné le 30 septembre 2016 à quatre mois de prison ferme et 20 000 euros d’amende par le tribunal correctionnel de Nîmes. En octobre 2017, il est relaxé en appel.

## Détail des mandats et fonctions

### Conseil municipal
- 1971-2010 : maire de Pont-Saint-Esprit

### Conseil général
- 1979-1994 : président du conseil général du Gard
- 1973-2004 : conseiller général du Gard
- 2005-2011 : conseiller général du Gard

### Sénat
- 1980-1993 : sénateur du Gard

### Assemblée nationale
- 1993-1997 : député de la 3e circonscription du Gard

### Gouvernement
- 1992-1993 : ministre chargé du Commerce et de l'Artisanat